# Бжезьниця-Бихавська
Бжезьниця-Бихавська (пол. Brzeźnica Bychawska) — село в Польщі, у гміні Недзьв'яда Любартівського повіту Люблінського воєводства.
Населення — 523 особи (2011).

## Демографія
Демографічна структура станом на 31 березня 2011 року:
|          | Загалом | Допрацездатний вік | Працездатний вік | Постпрацездатний вік |
| -------- | ------- | ------------------ | ---------------- | -------------------- |
| Чоловіки | 269     | 61                 | 180              | 28                   |
| Жінки    | 254     | 45                 | 140              | 69                   |
| Разом    | 523     | 106                | 320              | 97                   |